# 无故狂野
无故狂野（英語：Wild about Nothing）是海伦·霍夫纳的一张音乐专辑，从1982年开始，经过了10年的筹划、制作才制作完成。该专辑于1993年7月6日发行。

## 制作及销售
1982年，海伦·霍夫纳加入Stiff Records旗下的宇航员乐队（英語：The Astronauts），当时的乐队成员还有西蒙·伯顿（Simon Burton）和大卫·利夫（David Lief）。随后，西蒙与海伦组建了一支成员全部为女孩的乐队，取名为海军陆战队员（英語：The Marines），投在CBS/Sony唱片旗下，成员有丹妮·琼斯（Denny Jones）、萨沙·普里查德（Sarah Pritchard）。西蒙编写、制作了一些材料，这些材料由科林·莱斯特（Colin Lester）负责。1989年，在几张影响不是很大的热门单曲和由凯莉·米洛赞助的巡演之后，海伦决定单飞，出个人专辑。在未来的18个月中，海伦和西蒙一直在为这张个人专辑做筹划。他们与华纳兄弟签约并于1992年4月开始录制工作。这张专辑由休·派德阿姆（Hugh Padgham）、西蒙·伯顿担任制作人。另外，本专辑的制作团队还包括维尼·克拉尤塔（Vinnie Colaiuta，鼓手）、皮诺·帕里迪诺（Pino Palidino，贝斯手）、多米尼克·米勒（Dominic Miller，吉他手）、鲍勃·马雷特（Bob Marlett）和迈克尔·谢尔金（Michael Scherchen，二者都为键盘手）。这张专辑原计划只收录11首歌，但是后来又加入了一首《梦的边缘》（Edge of a Dream，布莱恩·亚当斯参与），这首歌在专辑的原版录音中不存在。另外，专辑中的《爱的炎夏》（Summer Of Love）一曲在挪威和芬兰皆成为热门单曲。这张专辑在芬兰也达到金唱片销量。

## 翻唱版本
专辑中由西蒙·伯顿和海伦·霍夫纳作曲的《Summer Of Love》在1993年被香港人改编为同名粤语流行歌曲，由周礼茂重新填词，后收录于王靖雯的专辑《十万个为什么》中。这首歌是专辑的主打歌。粤语版后来香港歌手卢凯彤也曾翻唱。

## 曲目
| 原标题                      | 中文标题           | 备注              |
| --------------------------- | ------------------ | ----------------- |
| Wild About Nothing          | 无故狂野           |                   |
| Summer Of Love              | 爱的炎夏           |                   |
| Sacrifice                   | 牺牲               |                   |
| Holy River                  | 神圣之河           |                   |
| Is There Anybody Out There? | 还有人在那儿吗？   |                   |
| Perfect Day                 | 完美的一天         |                   |
| Lovers Come, Lovers Go      | 情人来了，却又走了 |                   |
| Whispers In The Wind        | 风中的低语         |                   |
| Papa's Car                  | 爸爸的车           |                   |
| Say A Prayer                | 祈祷               |                   |
| This Is The Last Time       | 最后时光           |                   |
| Edge Of A Dream             | 梦的边缘           | 布莱恩·亚当斯参与 |

## 脚注
1. ↑  Tube, You. . Youtube.   [23 April 2010]. （原始内容存档于2016-04-06）.